# Cotswold Olimpick Games

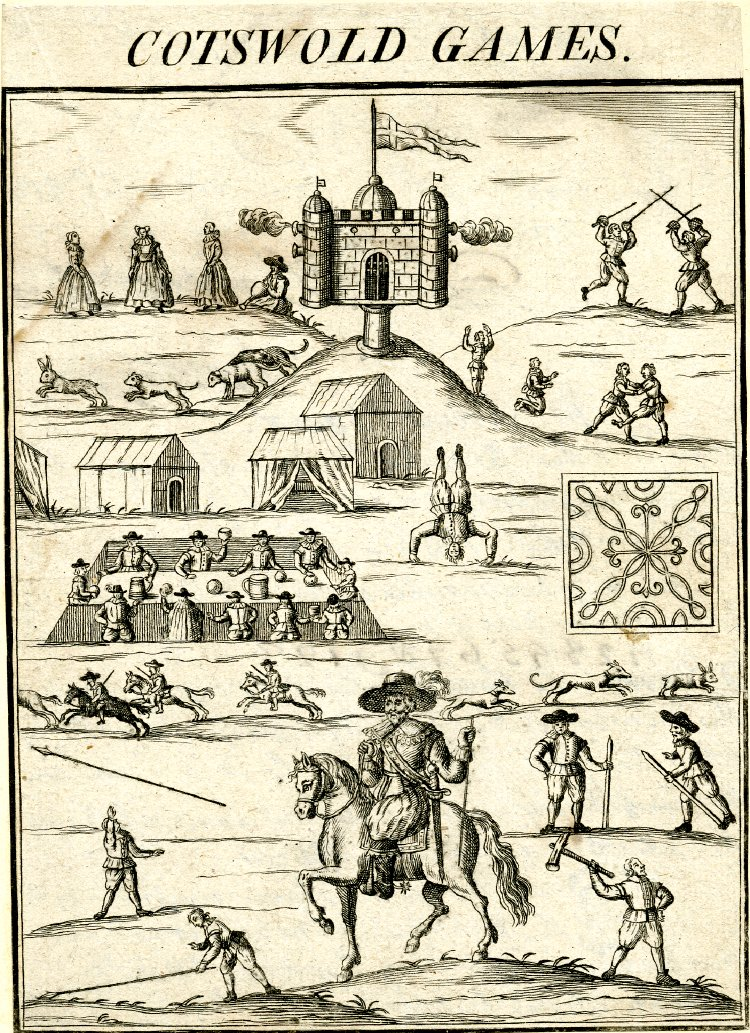
Karta tytułowa Annalia Dubrensia z 1637 r. Robert Dover ukazany na koniu na pierwszym planie

Cotswold Olimpick Games – amatorskie zawody sportowe, rozgrywane co roku w ostatni weekend maja na wzgórzu w pobliżu Chipping Campden w regionie Cotswolds w angielskim hrabstwie Gloucestershire, nawiązujące do tradycji starożytnych igrzysk olimpijskich. Ich historia sięga początku XVII wieku.
Dokładna data pierwszych igrzysk jest nieznana, przypuszczalnie odbyły się one w 1612 roku. Zorganizował je, za zgodą króla Jakuba I Stuarta, miejscowy prawnik Robert Dover (zm. 1652). Dover był przekonany, że wyćwiczeni fizycznie obywatele będą bardziej przydatni jako żołnierze. Igrzyska odbywały się w czwartek i piątek po Pięćdziesiątnicy. Swoją formą nawiązywały nie tylko do tradycji starożytnej, ale też do średniowiecznych jarmarków, stąd poza sportami towarzyszyły im stragany, szynki czy występy muzyków i pokazy akrobatów. Ich charakter był od początku egalitarny: poza szlachetnie urodzonymi mogli brać w nich udział na równych prawach przedstawiciele niższych stanów. Zorganizowano też konkurencje (np. taneczne i biegowe), do których dopuszczono kobiety. Poza mniej lub bardziej nawiązującymi do antyku dyscyplinami, jak rzut młotem, rzut oszczepem, skoki, zapasy i walki na kije, w programie znalazły się także typowo angielskie sporty, jak shin-kicking, gonitwy konne czy polowania. Na czas igrzysk wznoszono konstrukcję w formie zamku, z której oddawano salwy armatnie na rozpoczęcie imprezy, a na jej zakończenie wystrzeliwano fajerwerki. 
W 1636 roku wydany został zbiór poezji pod tytułem Annalia Dubrensia, w którym znalazły się wiersze takich autorów jak Michael Drayton, Ben Jonson, Thomas Randolph i Thomas Heywood, zainspirowane igrzyskami w Chipping Campden.
Igrzyska przerwano po wybuchu angielskiej wojny domowej w 1642 roku, wznowiono je jednak w 1660 roku. Kultywowana przez następne dwa wieki impreza była krytykowana przez purytanów, którzy zarzucali jej niemoralność, upowszechnianie pijaństwa i pogańskie korzenie. Ostatecznie w 1852 roku zaprzestano ich organizowania.

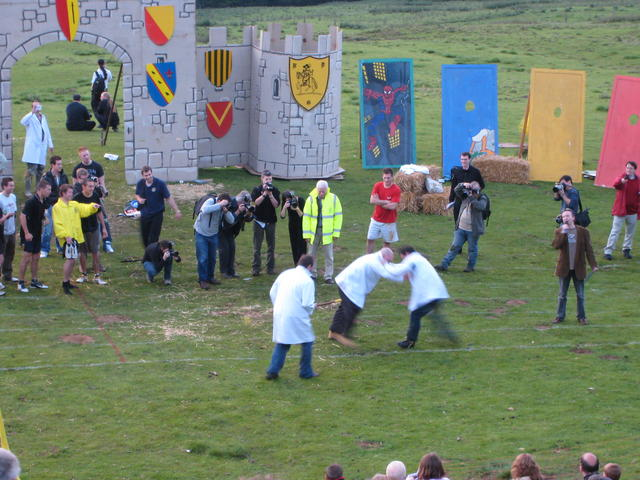
Zawody w shin-kicking na Cotswold Olimpick Games 2007

Próbę wskrzeszenia igrzysk w Chipping Campden podjęto w 1951 roku. Po krótkiej przerwie, począwszy od 1965 roku są ponownie organizowane corocznie pod auspicjami Robert Dover’s Games Society. Organizatorzy dbają o zachowanie lokalnego i niekomercyjnego charakteru imprezy.